# Янтерек
Янтерек (алт. Јаан-Терек) — река в России, правый приток Чуи, протекает в Кош-Агачском районе Республики Алтай. Истоки реки находятся на водоразделе Курайского хребта, впадает в Чую на высоте 1735 м над уровнем моря в границах села Ортолык.

## Этимология
Јаан-Терек, Дьян-Терек от алт. Јаан — большой, старший, почтенный и Терек — тополь. Буквально — большой тополь. Долина реки в среднем и нижнем течении вмещает в себя большую тополиную рощу.

## Описание
Небольшая река, начало берёт на водоразделе Курайского хребта, при выходе из отрогов которого частично разбирается на нужды полива пастбищ, а частично уходит под поверхность. Ввиду этого широкое русло в среднем и нижнем течении сухое и безводное. Но в то же время наличие неглубоко залегающих подземных вод позволяет в русле расти кустам и тополям, что выделяет эту местность из окружающего ландшафта.